# Eirene palkensis
Eirene palkensis är en nässeldjursart som beskrevs av Browne 1905. Eirene palkensis ingår i släktet Eirene och familjen Eirenidae.
Artens utbredningsområde är Indiska oceanen. Inga underarter finns listade i Catalogue of Life.